# Vincent Hoppezak
Vincent Hoppezak (Nieuwerkerk aan den IJssel) is een Nederlands baan- en wegwielrenner. 

## Carrière
Als belofte wist Hoppezak ook een bronzen medaille te halen op het Europese kampioenschappen baanwielrennen voor junioren en belofte op de koppelkoers samen met Philip Heijnen. Hoppezak reed in 2018 voor de Nederlandse wielerploeg Delta Cycling Rotterdam. In 2019 won hij samen met Casper van Uden, Enzo Leijnse, Maikel Zijlaard en Philip Heijnen de ploegenachtervolging op de Nederlandse kampioenschappen baanwielrennen. In 2021 behaalde hij een zilveren medaille bij de Europese kampioenschappen baanwielrennen in Graenchen Zwitserland. Op de wereldkampioenschappen in Roubaix won hij verrassend een bronzen medaille op de puntenkoers. In 2022 ging hij rijden voor de Nederlandse continentale ploeg BEAT Cycling.

## Belangrijkste resultaten

### Wegwielrennen
2016
1e etappe B La Coupe du Président de la Ville de Grudziądz

### Baanwielrennen
| Jaar     | NK                                             | EK                    | WK          | Overig                      |
| Junioren | Junioren                                       | Junioren              | Junioren    | Junioren                    |
| -------- | ---------------------------------------------- | --------------------- | ----------- | --------------------------- |
| 2016     | omnium · 1km tijdrit · scratch · achtervolging |                       |             |                             |
| Beloften |                                                |                       |             |                             |
| 2021     |                                                | ploegkoers            |             |                             |
| Elite    |                                                |                       |             |                             |
| 2019     | ploegenachtervolging                           |                       |             |                             |
| 2020     |                                                |                       |             | GP Prostějov: · koppelkoers |
| 2021     | scratch · afvalling · ploegkoers               | scratch               | puntenkoers | GP Prostějov: · koppelkoers |
| 2022     | omnium                                         |                       |             |                             |
| 2023     | afvalkoers · koppelkoers                       |                       |             |                             |
|          |                                                |                       |             |                             |
| 2025     |                                                | koppelkoers · scratch |             | NC Konya: · koppelkoers     |

### Ploegen
- 2018 -  Delta Cycling Rotterdam
- 2022 -  BEAT Cycling
- 2023 -  BEAT Cycling

Bax · van den Berg · Bugter · van Dalen · van den Dool · Groen · Hoppezak · Janssen · Lucas · Meijer · Pastoor · Timmermans · Tulner